# Спортінг (Прая-Круж)
Спортінг Клубе да Прая Круж або просто «Спортінг» Прая Круж (порт. Sporting Clube da Praia Cruz) — професіональний футбольний клуб з міста Прая Круж на острові Сан-Томе, в Сан-Томе і Принсіпі.

## Форма
Домашня форма клубу складається із зелено-білої футболки, зелених шортів та шкарпеток. Фактично, форма ідентична «батьківському» лісабонському Спортінгу.
Його домашня форма складається з жовтої футболки з зеленими смугами на верхніх краях, а також зелених шортів та шкарпеток.
Її колишня форма складалася із зелено (турмаліново)-білої футболки, смугастими зеленими шкарпетками та чорними шортами для домашніх ігор та  зеленої сорочки та зелених шкарпеток, чорних шортів для виїзних ігор. Пізніше клуб почав використовувати жовту футболку з зеленими втулками та краями, зелені шорти та зелені шкарпетки для домашніх ігор; білу футболку, чорні шорти та зелені шкарпетки для виїзних ігор; біло-чорну футболку, білі шорти та зелені шкарпетки як альтернативна форма, коли команда-суперниця має форму білого кольору.

## Історія
Спортінг виграв свій перший острівний та національні чемпіонати разом з їх першою перемогою в кубку в 1982 році, їх другий острівний та національний чемпіонати виграли в 1984 році, третій острівний та національний чемпіонат разом з кубком — в 1994 році, клуб втратив їх четвертий титул кубок в 1989 році, Спортінг виграв свій четвертий кубок дев'ять років по тому, в 1998 році, п'яте чемпіонство — в 2000 році та шосте острівне чемпіонство — в 2012 році, сьоме острівне чемпіонство та шосте національне вони виграли в 2013 році. В наступному році вони брали участь у Лізі чемпіонів КАФ проти Стад Мальєн з Малі в попередньому раунді, Спортінг виграв домашній матч з рахунком 3:2, а у виїзному матчі програв з розгромним рахунком 5:0. «Спортінг Прая Круз» виграв чемпіонат острову Сан-Томе в 2015 році, а потім вони виграли свій шостий і останній на сьогодні Кубок, а також свій сьомий і останній на сьогодні національний чемпіонат. Таким чином, «Прая Круз» виграв найбільша кількість титулів в країні, а також залишається одним з клубів, що виграв найбільшу кількість національних Кубків.

## Досягнення
- Чемпіонат Сан-Томе і Принсіпі з футболу: 7 перемог

1982, 1985, 1994, 1999, 2007, 2013, 2015
- Кубок Сан-Томе і Принсіпі з футболу: 6 перемог

1982, 1993, 1994, 1998, 2000, 2015
- Суперкубок Сан-Томе і Принсіпі з футболу: 2 перемоги

1999, 2000
- Кубок Солідарності Сан-Томе і Принсіпі: 1 перемога

1999
- Чемпіонат острова Сан-Томе: 8 перемог

1982, 1985, 1994, 1999, 2007, 2012, 2013, 2015
- Кубок острову Сан-Томе з футболу: 6 перемог

1982, 1993, 1998, 2015

## Статистика виступів у чемпіонатах та Кубках

### Міжнародні виступи
| Сезон | Турнір             | Раунд      | Клуб             | Вдома | На виїзді | Загальний |
| ----- | ------------------ | ---------- | ---------------- | ----- | --------- | --------- |
| 2014  | Ліга чемпіонів КАФ | Попередній | Стад Мальєн      | 3-2   | 0-5       | 3-7       |
| 2016  | Ліга чемпіонів КАФ | Попередній | ФК «Уоррі Вулвз» | т.п.1 | т.п.1     | т.п.1     |

1- Спортінг (Прая Круж) покинув турнір.

### Національний чемпіонат
| Сезон | Див. | Міс. | Іг. | В  | Н | П | ЗМ | ПМ | РМ  | О  | Кубок      | Кваліфікація/нижча ліга                     |
| ----- | ---- | ---- | --- | -- | - | - | -- | -- | --- | -- | ---------- | ------------------------------------------- |
| 2011  | 2    | 2    | 21  | 12 | 4 | 5 | 41 | 23 | +18 | 40 |            | Не приймав участі                           |
| 2012  | 2    | 1    | 18  | 16 | 0 | 2 | 40 | 12 | +28 | 48 |            | Вихід до національного Чемпіонату 2012 року |
| 2013  | 2    | 1    | 18  | -  | - | - | -  | -  | -   | -  | 1/8 фіналу | Вихід до національного Чемпіонату 2013 року |
| 2014  | 2    | 2    | 18  | -  | - | - | -  | -  | -   | -  |            | Не приймав участі                           |
| 2015  | 2    | 1    | 18  | -  | - | - | -  | -  | -   | -  |            | Вихід до національного Чемпіонату 2015 року |

## Відомі гравці
- Велосу Штайднер